# دیوید ارتاگا
دیوید ارتاگا (انگلیسی: David Arteaga؛ زادهٔ ۱ دسامبر ۱۹۸۱) بازیکن فوتبال اهل اسپانیا است.
از باشگاه‌هایی که در آن بازی کرده‌است می‌توان به باشگاه فوتبال رکریتیوو اوئلوا، باشگاه فوتبال کوردوبا، باشگاه فوتبال سابادل، باشگاه فوتبال سویا، و باشگاه فوتبال اتلتیکو مادرید بی اشاره کرد.